# Антонівка (Таращанська міська громада)
Анто́нівка — село в Україні, Таращанської міської громади Білоцерківського району Київської області. Населення становить 181 осіб.

## Населення

### Мова
Розподіл населення за рідною мовою за даними перепису 2001 року:
| Мова       | Кількість | Відсоток |
| ---------- | --------- | -------- |
| українська | 181       | 100%     |

1. ↑  Рідні мови в об'єднаних територіальних громадах України — Український центр суспільних даних